# 95. Kongress der Vereinigten Staaten
Der 95. Kongress der Vereinigten Staaten bezeichnet die Legislaturperiode von Repräsentantenhaus und Senat in den Vereinigten Staaten zwischen dem 3. Januar 1977 und dem 3. Januar 1979. Alle Abgeordneten des Repräsentantenhauses sowie ein Drittel der Senatoren (Klasse I) waren im November 1976 bei den Kongresswahlen gewählt worden. In beiden Kammern ergab sich eine demokratische Mehrheit. Da gleichzeitig mit Jimmy Carter ein demokratischer Präsident gewählt worden war, kontrollierten Demokraten sowohl Exekutive als auch Legislative.
Im Verlauf der Legislaturperiode kam es sowohl im Senat als auch im Repräsentantenhaus zu Veränderungen, die die Mehrheitsverhältnisse aber nicht berührten. Durch Todesfälle und Rücktritte kam es im Senat zu einem Verlust von 3 Mandaten der Demokraten, die dann den Republikanern zufielen. Im Repräsentantenhaus wechselten 4 Sitze von den Demokraten zu den Republikanern. Durch viele Rücktritte kurz vor Ablauf der Legislaturperiode, die nicht mehr ersetzt wurden, kam es zu 20 Vakanzen. Der Kongress tagte in der amerikanischen Bundeshauptstadt Washington, D.C. Die Sitzverteilung im Repräsentantenhaus basierte auf der Volkszählung von 1970.

## Wichtige Ereignisse
Siehe auch 1977 und 1978
- 3. Januar 1977: Beginn der Legislaturperiode des 95. Kongresses
- 20. Januar 1977: Amtseinführung des neuen Präsidenten Jimmy Carter.
- 13. Juli 1977: In weiten Teilen von New York City kommt es zu einem längeren Stromausfall.
- 1. Januar 1978: Die Nördliche Marianen werden politisch Mitglied im Commonwealth der Vereinigten Staaten.
- 8. Februar 1978: Erstmals werden Anhörungen im Senat vom Radio übertragen.
- 7. August 1978: Der Love Canal Giftmüllskandal erschüttert die Vereinigten Staaten.
- 17. September 1978: Abschluss des Camp-David-Abkommen

Darüber hinaus wurde durch die Torrijos-Carter-Verträge im Frühjahr 1978 der zukünftige Status des Panamakanals und der Kanalzone geregelt.
Außerdem gab es mehrere Kongressausschüsse zur Untersuchung des MKULTRA Programms der CIA.

## Die wichtigsten Gesetze
In den Sitzungsperioden des 95. Kongresses wurden unter anderem folgende Bundesgesetze verabschiedet (siehe auch: Gesetzgebungsverfahren):
- 3. August 1977: Surface Mining Control and Reclamation Act
- 4. August 1977: Gesetz zur Gründung des Energieministerium der Vereinigten Staaten
- 12. Oktober 1977: Community Reinvestment Act
- 23. November 1977: Saccharin Study and Labeling Act of 1977
- 19. Dezember 1977: Unlawful Corporate Payments Act of 1977
- 27. Dezember 1977: Clean Water Act
- 28. Dezember 1977: International Emergency Economic Powers Act
- 10. März 1978: Nuclear Non-Proliferation Act of 1978
- 10. Oktober 1978: Susan B. Anthony Dollar Coin Act of 1979
- 13. Oktober 1978: Civil Service Reform Act
- 13. Oktober 1978: Drug Abuse Prevention, Treatment, and Rehabilitation Act
- 24. Oktober 1978: Airline Deregulation Act
- 25. Oktober 1978: Foreign Intelligence Surveillance Act
- 26. Oktober 1978: Ethics in Government Act
- 27. Oktober 1978: Humphrey-Hawkins Full Employment Act
- 28. Oktober 1978: Antarctic Conservation Act
- 31. Oktober 1978: Pregnancy Discrimination Act
- 1. November 1978: Contract Disputes Act
- 6. November 1978: Bankruptcy Act of 1978
- 9. November 1978: National Energy Conservation Policy Act

Außerdem wurde das sogenannte District of Columbia Voting Rights Amendment verabschiedet, ein Verfassungszusatz, der den District of Columbia politisch den Bundesstaaten gleichstellen sollte. Allerdings wurde dieser Zusatz nicht von der nötigen Anzahl der Einzelstaaten ratifiziert und trat daher nicht in Kraft.

## Zusammensetzung nach Parteien

### Senat
|                | Partei (Schattierung zeigt Mehrheitspartei) | Partei (Schattierung zeigt Mehrheitspartei) | Partei (Schattierung zeigt Mehrheitspartei) | Total |   |
| -------------- | ------------------------------------------- | ------------------------------------------- | ------------------------------------------- | ----- | - |
|                |                                             |                                             |                                             | Total |   |
| Demokraten     | Republikaner                                | Sonstige                                    | Vakant                                      | Total |   |
| 94. Kongresses | 61                                          | 37                                          | 2                                           | 100   | 0 |
|                |                                             |                                             |                                             |       |   |
| 95. Kongress   | 61                                          | 38                                          | 1                                           | 100   |   |
| 96. Kongress   | 57                                          | 42                                          | 1                                           | 100   |   |

### Repräsentantenhaus
|                | Partei (Schattierung zeigt Mehrheitspartei) | Partei (Schattierung zeigt Mehrheitspartei) | Partei (Schattierung zeigt Mehrheitspartei) | Total |   |
| -------------- | ------------------------------------------- | ------------------------------------------- | ------------------------------------------- | ----- | - |
|                |                                             |                                             |                                             | Total |   |
| Demokraten     | Republikaner                                | Unabhängige                                 | Vakant                                      | Total |   |
| 94. Kongresses | 291                                         | 144                                         | 0                                           | 435   | 0 |
|                |                                             |                                             |                                             |       |   |
| 95. Kongress   | 292                                         | 143                                         | 0                                           | 435   | 0 |
| 96. Kongress   | 277                                         | 158                                         | 0                                           | 435   |   |

Außerdem gab es noch vier nicht stimmberechtigte Kongressdelegierte.

## Amtsträger

### Senat
- Präsident des Senats: Nelson Rockefeller (R) bis 20. Januar 1977, dann Walter Mondale (D).
- Präsident pro tempore: James Eastland (D)

#### Führung der Mehrheitspartei
- Mehrheitsführer: Robert Byrd (D)
- Mehrheitswhip: Alan Cranston (D)

#### Führung der Minderheitspartei
- Minderheitsführer: Howard Baker (R)
- Minderheitswhip: Ted Stevens (R)

### Repräsentantenhaus
- Sprecher des Repräsentantenhauses: Tip O’Neill (D)

#### Führung der Mehrheitspartei
- Mehrheitsführer: Jim Wright (D)
- Mehrheitswhip: John Brademas (D)

#### Führung der Minderheitspartei
- Minderheitsführer: John Jacob Rhodes (R)
- Minderheitswhip: Robert H. Michel (R)

## Senatsmitglieder
Im 95. Kongress vertraten folgende Senatoren ihre jeweiligen Bundesstaaten:
| Alabama - 2. John Sparkman (D) - 3. James Browning Allen (D) bis zum 1. Juni 1978 - Maryon Pittman Allen (D) vom 8. Juni bis zum 7. November 1978 - Donald W. Stewart (D) ab dem 7. November 1978 Alaska - 2. Ted Stevens (R) - 3. Mike Gravel (D) Arizona - 1. Dennis DeConcini (D) - 3. Barry Goldwater (R) Arkansas - 2. John Little McClellan (D) bis zum 28. November 1977 - Kaneaster Hodges (D) ab dem 10. Dezember 1977 - 3. Dale Bumpers (D) Kalifornien - 1. S. I. Hayakawa (R) - 3. Alan Cranston (D) Colorado - 2. Floyd K. Haskell (D) - 3. Gary Hart (D) Connecticut - 1. Lowell P. Weicker, Jr. (R) - 3. Abraham A. Ribicoff (D) Delaware - 1. William V. Roth (R) - 2. Joe Biden (D) Florida - 1. Lawton Chiles (D) - 3. Richard Stone (D) Georgia - 2. Sam Nunn (D) - 3. Herman Talmadge (D) Hawaii - 1. Spark Matsunaga (D) - 2. Daniel Inouye (D) Idaho - 2. James A. McClure (R) - 3. Frank Church (D) Illinois - 2. Charles H. Percy (R) - 3. Adlai Ewing Stevenson III (D) Indiana - 1. Richard Lugar (R) - 3. Birch Bayh (D) Iowa - 2. Richard C. Clark (D) - 3. John Culver (D) Kansas - 2. James B. Pearson (R) bis zum 23. Dezember 1978 - Nancy Landon Kassebaum (R) ab dem 23. Dezember 1978 - 3. Bob Dole (R) Kentucky - 2. Walter Huddleston (D) - 3. Wendell Ford (D) Louisiana - 2. Bennett Johnston (D) - 3. Russell B. Long (D) Maine - 1. Edmund Muskie (D) - 2. William Dodd Hathaway (D) Maryland - 1. Paul Sarbanes (D) - 3. Charles Mathias (R) Massachusetts - 1. Edward Kennedy (D) - 2. Edward Brooke (R) Michigan - 1. Donald W. Riegle (D) - 2. Robert P. Griffin (R) Minnesota - 1. Hubert H. Humphrey (D) bzw. (Democratic Farmer Labor Party) bis zum 13. Januar 1978 - Muriel Humphrey (D) bzw. (Democratic Farmer Labor Party) vom 25. Januar bis zum 7. November 1978 - David Durenberger (R) ab dem 8. November 1978 - 2. Wendell Anderson (D) bzw. (Democratic Farmer Labor Party) bis zum 29. Dezember 1978 - Rudy Boschwitz (R) ab dem 30. Dezember 1978 Mississippi - 1. John C. Stennis (D) - 2. James Eastland (D) bis zum 27. Dezember 1978 - Thad Cochran (R) ab dem 27. Dezember 1978 | Missouri - 1. John Danforth (R) - 3. Thomas Eagleton (D) Montana - 1. John Melcher (D) - 2. Lee Metcalf (D) bis zum 12. Januar 1978 - Paul G. Hatfield (D) vom 22. Januar bis zum 12. Dezember 1978 - Max Baucus (D) ab dem 15. Dezember 1975 Nebraska - 1. Edward Zorinsky (D) - 2. Carl Curtis (R) Nevada - 1. Howard Cannon (D) - 3. Paul Laxalt (R) New Hampshire - 2. Thomas J. McIntyre (D) - 3. John A. Durkin (D) New Jersey - 1. Harrison A. Williams (D) - 2. Clifford P. Case (R) New Mexico - 1. Harrison Hagan Schmitt (R) - 2. Pete Domenici (R) New York - 1. Daniel Patrick Moynihan (D) - 3. Jacob K. Javits (R) North Carolina - 2. Jesse Helms (R) - 3. Robert Burren Morgan (D) North Dakota - 1. Quentin N. Burdick (D) - 3. Milton Young (R) Ohio - 1. Howard Metzenbaum (D) - 3. John Glenn (D) Oklahoma - 2. Dewey F. Bartlett (R) - 3. Henry Bellmon (R) Oregon - 2. Mark Hatfield (R) - 3. Bob Packwood (R) Pennsylvania - 1. Henry John Heinz III (R) - 3. Richard Schweiker (R) Rhode Island - 1. John Chafee (R) - 2. Claiborne Pell (D) South Carolina - 2. Strom Thurmond (R) - 3. Fritz Hollings (D) South Dakota - 2. James Abourezk (D) - 3. George McGovern (D) Tennessee - 1. Jim Sasser (D) - 2. Howard Baker (R) Texas - 1. Lloyd Bentsen (D) - 2. John Tower (R) Utah - 1. Orrin Hatch (R) - 3. Jake Garn (R) Vermont - 1. Robert Stafford (R) - 3. Patrick Leahy (D) Virginia - 1. Harry F. Byrd Jr. (unabhängiger Demokrat) - 2. William L. Scott (R) bis zum 1. Januar 1979 - John Warner (R) ab dem 2. Januar 1979 Washington - 1. Henry M. Jackson (D) - 3. Warren G. Magnuson (D) West Virginia - 1. Robert Byrd (D) - 2. Jennings Randolph (D) Wisconsin - 1. William Proxmire (D) - 3. Gaylord Nelson (D) Wyoming - 1. Malcolm Wallop (R) - 2. Clifford P. Hansen (R) bis zum 31. Dezember 1978 - Alan K. Simpson (R) ab dem 1. Januar 1979 |

## Mitglieder des Repräsentantenhauses
Folgende Kongressabgeordnete vertraten im 95. Kongress die Interessen ihrer jeweiligen Bundesstaaten:
| Alabama 7 Wahlbezirke - 1. William J. Edwards (R) - 2. William Louis Dickinson (R) - 3. Bill Nichols (D) - 4. Tom Bevill (D) - 5. Ronnie Flippo (D) - 6. John Hall Buchanan, Jr. (R) - 7. Walter Flowers (D) Alaska Staatsweite Wahl - Don Young (R) Arizona 4 Wahlbezirke - 1. John Jacob Rhodes (R) - 2. Mo Udall (D) - 3. Bob Stump (D) - 4. Eldon Rudd (R) Arkansas 4 Wahlbezirke. - 1. William Vollie Alexander (D) - 2. Jim Guy Tucker (D) - 3. John Paul Hammerschmidt (R) - 4. Ray Thornton (D) Kalifornien 43 Wahlbezirke. - 1. Harold T. Johnson (D) - 2. Donald H. Clausen (R) - 3. John E. Moss (D) bis zum 31. Dezember 1978 - 4. Robert L. Leggett (D) - 5. John Lowell Burton (D) - 6. Phillip Burton (D) - 7. George Miller (D) - 8. Ron Dellums (D) - 9. Pete Stark (D) - 10. Don Edwards (D) - 11. Leo J. Ryan (D) bis zum 18. November 1978 - 12. Pete McCloskey (R) - 13. Norman Mineta (D) - 14. John J. McFall (D) bis zum 31. Dezember 1978 - 15. Bernice F. Sisk (D) - 16. Leon Panetta (D) - 17. John Hans Krebs (D) - 18. William M. Ketchum (R) bis zum 24. Juni 1978 - 19. Robert J. Lagomarsino (R) - 20. Barry Goldwater Jr. (R) - 21. James C. Corman (D) - 22. Carlos Moorhead (R) - 23. Anthony C. Beilenson (D) - 24. Henry Waxman (D) - 25. Edward R. Roybal (D) - 26. John H. Rousselot (R) - 27. Bob Dornan (R) - 28. Yvonne Brathwaite Burke (D) - 29. Augustus F. Hawkins (D) - 30. George E. Danielson (D) - 31. Charles H. Wilson (D) - 32. Glenn M. Anderson (D) - 33. Del M. Clawson (R) bis zum 31. Dezember 1978 - 34. Mark W. Hannaford (D) - 35. James F. Lloyd (D) - 36. George Brown Jr. (D) - 37. Shirley Neil Pettis (R) - 38. Jerry M. Patterson (D) - 39. Charles E. Wiggins (R) - 40. Robert Badham (R) - 41. Bob Wilson (R) - 42. Lionel Van Deerlin (D) - 43. Clair Burgener (R) Colorado 5 Wahlbezirke - 1. Patricia Schroeder (D) - 2. Tim Wirth (D) - 3. Frank E. Evans (D) - 4. James Paul Johnson (R) - 5. William L. Armstrong (R) Connecticut 6 Wahlbezirke - 1. William R. Cotter (D) - 2. Chris Dodd (D) - 3. Robert Giaimo (D) - 4. Stewart McKinney (R) - 5. Ronald A. Sarasin (R) - 6. Toby Moffett (D) Delaware Staatsweite Wahl - Thomas B. Evans (R) Florida 15 Wahlbezirke - 1. Robert Sikes (D) - 2. Don Fuqua (D) - 3. Charles Edward Bennett (D) - 4. William V. Chappell (D) - 5. Richard Kelly (R) - 6. Bill Young (R) - 7. Sam Gibbons (D) - 8. Andy Ireland (D) - 9. Louis Frey (R) - 10. Louis A. Bafalis (R) - 11. Paul Grant Rogers (D) - 12. J. Herbert Burke (R) - 13. William Lehman (D) - 14. Claude Pepper (D) - 15. Dante Fascell (D) Georgia 10 Wahlbezirke - 1. Ronald Bryan Ginn (D) - 2. Dawson Mathis (D) - 3. Jack Thomas Brinkley (D) - 4. Elliott H. Levitas (D) - 5. Andrew Young (D) bis zum 29. Januar 1977 - Wyche Fowler (D) ab dem 6. April 1977 - 6. John James Flynt Jr. (D) - 7. Larry McDonald (D) - 8. Billy Lee Evans (D) - 9. Ed Jenkins (D) - 10. Doug Barnard (D) Hawaii 2 Wahlbezirke - 1. Cecil Heftel (D) - 2. Daniel Akaka (D) Idaho 2 Wahlbezirke - 1. Steve Symms (R) - 2. George V. Hansen (R) Illinois 24 Wahlbezirke - 1. Ralph Metcalfe (D) bis zum 10. Oktober 1978 - 2. Morgan F. Murphy (D) - 3. Marty Russo (D) - 4. Ed Derwinski (R) - 5. John G. Fary (D) - 6. Henry Hyde (R) - 7. Cardiss Collins (D) - 8. Dan Rostenkowski (D) - 9. Sidney R. Yates (D) - 10. Abner J. Mikva (D) - 11. Frank Annunzio (D) - 12. Phil Crane (R) - 13. Robert McClory (R) - 14. John N. Erlenborn (R) - 15. Tom Corcoran (R) - 16. John B. Anderson (R) - 17. George M. O’Brien (R) - 18. Robert H. Michel (R) - 19. Tom Railsback (R) - 20. Paul Findley (R) - 21. Edward Rell Madigan (R) - 22. George E. Shipley (D) - 23. Charles Melvin Price (D) - 24. Paul M. Simon (D) Indiana 11 Wahlbezirke - 1. Adam Benjamin (D) - 2. Floyd Fithian (D) - 3. John Brademas (D) - 4. Dan Quayle (R) - 5. Elwood Hillis (R) - 6. David W. Evans (D) - 7. John T. Myers (R) - 8. David L. Cornwell (D) - 9. Lee H. Hamilton (D) - 10. Philip R. Sharp (D) - 11. Andrew Jacobs Jr. (D) Iowa 6 Wahlbezirke - 1. Jim Leach (R) - 2. Mike Blouin (D) - 3. Chuck Grassley (R) - 4. Neal Edward Smith (D) - 5. Tom Harkin (D) - 6. Berkley Bedell (D) Kansas 5 Wahlbezirke. - 1. Keith Sebelius (R) - 2. Martha Keys (D) - 3. Larry Winn (R) - 4. Dan Glickman (D) - 5. Joe Skubitz (R) bis zum 31. Dezember 1978 Kentucky 7 Wahlbezirke - 1. Carroll Hubbard (D) - 2. William Huston Natcher (D) - 3. Romano L. Mazzoli (D) - 4. Gene Snyder (R) - 5. Tim Lee Carter (R) - 6. John B. Breckinridge (D) - 7. Carl D. Perkins (D) Louisiana 8 Wahlbezirke - 1. Richard Alvin Tonry (D) bis zum 4. Mai 1977 - Bob Livingston (R) ab dem 27. August 1977 - 2. Lindy Boggs (D) - 3. David C. Treen (R) - 4. Joe Waggonner (D) - 5. Jerry Huckaby (D) - 6. Henson Moore (R) - 7. John Breaux (D) - 8. Gillis William Long (D) Maine 2 Wahlbezirke - 1. David F. Emery (R) - 2. William Cohen (R) Maryland 8 Wahlbezirke - 1. Robert Bauman (R) - 2. Clarence Long (D) - 3. Barbara Mikulski (D) - 4. Marjorie Holt (R) - 5. Gladys Spellman (D) - 6. Goodloe Byron (D) bis zum 11. Oktober 1978 - 7. Parren Mitchell (D) - 8. Newton Steers (R) Massachusetts 12 Wahlbezirke - 1. Silvio O. Conte (R) - 2. Edward Boland (D) - 3. Joseph D. Early (D) - 4. Robert Drinan (D) - 5. Paul Tsongas (D) - 6. Michael J. Harrington (D) - 7. Ed Markey (D) - 8. Tip O’Neill (D) - 9. Joe Moakley (D) - 10. Margaret Heckler (R) - 11. James A. Burke (D) - 12. Gerry Studds (D) Michigan 19 Wahlbezirke - 1. John Conyers (D) - 2. Carl Pursell (R) - 3. Garry E. Brown (R) - 4. David Stockman (R) - 5. Harold S. Sawyer (R) - 6. Milton Robert Carr (D) - 7. Dale E. Kildee (D) - 8. J. Bob Traxler (D) - 9. Guy Vander Jagt (R) - 10. Elford Albin Cederberg (R) bis zum 31. Dezember 1978 - 11. Philip Ruppe (R) - 12. David E. Bonior (D) - 13. Charles Diggs (D) - 14. Lucien N. Nedzi (D) - 15. William D. Ford (D) - 16. John Dingell Jr. (D) - 17. William M. Brodhead (D) - 18. James Blanchard (D) - 19. William Broomfield (R) Minnesota 8 Wahlbezirke - 1. Al Quie (R) - 2. Tom Hagedorn (R) - 3. Bill Frenzel (R) - 4. Bruce Vento (DFL= Democratic Farmer Labor Party) - 5. Donald M. Fraser (DFL) - 6. Rick Nolan (DFL) - 7. Robert Bergland (DFL) bis zum 22. Januar 1977 - Arlan Stangeland (R) ab dem 22. Februar 1977 - 8. Jim Oberstar (DFL) Mississippi 5 Wahlbezirke - 1. Jamie L. Whitten (D) - 2. David R. Bowen (D) - 3. Sonny Montgomery (D) - 4. Thad Cochran (R) bis zum 26. Dezember 1978 - 5. Trent Lott (R) | Missouri 10 Wahlbezirke - 1. Bill Clay (D) - 2. Robert A. Young (D) - 3. Dick Gephardt (D) - 4. Ike Skelton (D) - 5. Richard Walker Bolling (D) - 6. Earl Thomas Coleman (R) - 7. Gene Taylor (R) - 8. Richard Howard Ichord (D) - 9. Harold Volkmer (D) - 10. Bill D. Burlison (D) Montana 2 Wahlbezirke - 1. Max Baucus (D) bis zum 14. Dezember 1978 - 2. Ron Marlenee (R) Nebraska 3 Wahlbezirke - 1. Charles Thone (R) - 2. John Joseph Cavanaugh (D) - 3. Virginia Smith (R) Nevada Staatsweite Wahl - James David Santini (D) New Hampshire 2 Wahlbezirke - 1. Norman D’Amours (D) - 2. James Colgate Cleveland (R) New Jersey 15 Wahlbezirke - 1. James Florio (D) - 2. William J. Hughes (D) - 3. James J. Howard (D) - 4. Frank Thompson (D) - 5. Millicent Fenwick (R) - 6. Edwin B. Forsythe (R) - 7. Andrew Maguire (D) - 8. Robert A. Roe (D) - 9. Harold C. Hollenbeck (R) - 10. Peter Wallace Rodino (D) - 11. Joseph Minish (D) - 12. Matthew John Rinaldo (R) - 13. Helen Stevenson Meyner (D) - 14. Joseph A. LeFante (D) bis zum 14. Dezember 1978 - 15. Edward J. Patten (D) New Mexico 2 Wahlbezirke - 1. Manuel Lujan (R) - 2. Harold L. Runnels (D) New York 39 Wahlbezirke - 1. Otis G. Pike (D) - 2. Thomas Downey (D) - 3. Jerome Ambro (D) - 4. Norman F. Lent (R) - 5. John W. Wydler (R) - 6. Lester L. Wolff (D) - 7. Joseph Patrick Addabbo (D) - 8. Benjamin Stanley Rosenthal (D) - 9. James J. Delaney (D) bis zum 31. Dezember 1978 - 10. Mario Biaggi (D) - 11. James H. Scheuer (D) - 12. Shirley Chisholm (D) - 13. Stephen J. Solarz (D) - 14. Fred Richmond (D) - 15. Leo C. Zeferetti (D) - 16. Elizabeth Holtzman (D) - 17. John M. Murphy (D) - 18. Ed Koch (D) bis zum 31. Dezember 1977 - Bill Green (R) ab dem 14. Februar 1978 - 19. Charles B. Rangel (D) - 20. Theodore S. Weiss (D) - 21. Herman Badillo (D) bis zum 31. Dezember 1977 - Robert García (liberaler Republikaner) wechselte dann zu (D) ab dem 14. Februar 1978 - 22. Jonathan Brewster Bingham (D) - 23. Bruce Faulkner Caputo (R) - 24. Richard Ottinger (D) - 25. Hamilton Fish IV (R) - 26. Benjamin A. Gilman (R) - 27. Matthew F. McHugh (D) - 28. Samuel S. Stratton (D) - 29. Edward W. Pattison (D) - 30. Robert C. McEwen (R) - 31. Donald J. Mitchell (R) - 32. James M. Hanley (D) - 33. William F. Walsh (R) - 34. Frank Horton (R) - 35. Barber B. Conable (R) - 36. John J. LaFalce (D) - 37. Henry J. Nowak (D) - 38. Jack Kemp (R) - 39. Stan Lundine (D) North Carolina 11 Wahlbezirke - 1. Walter B. Jones Sr. (D) - 2. Lawrence H. Fountain (D) - 3. Charles Orville Whitley (D) - 4. Ike Franklin Andrews (D) - 5. Stephen L. Neal (D) - 6. L. Richardson Preyer (D) - 7. Charles Grandison Rose (D) - 8. Bill Hefner (D) - 9. James G. Martin (R) - 10. Jim Broyhill (R) - 11. V. Lamar Gudger (D) North Dakota 1 Wahlbezirk (staatsweit) - 1. Mark Andrews (R) Ohio 23 Wahlbezirke - 1. Bill Gradison (R) - 2. Tom Luken (D) - 3. Charles W. Whalen (R) - 4. Tennyson Guyer (R) - 5. Del Latta (R) - 6. Bill Harsha (R) - 7. Bud Brown (R) - 8. Tom Kindness (R) - 9. Thomas Ashley (D) - 10. Clarence E. Miller (R) - 11. J. William Stanton (R) - 12. Samuel L. Devine (R) - 13. Don Pease (D) - 14. John F. Seiberling (D) - 15. Chalmers Wylie (R) - 16. Ralph Regula (R) - 17. John M. Ashbrook (R) - 18. Douglas Applegate (D) - 19. Charles J. Carney (D) - 20. Mary Rose Oakar (D) - 21. Louis Stokes (D) - 22. Charles Vanik (D) - 23. Ronald M. Mottl (D) Oklahoma 6 Wahlbezirke - 1. James Robert Jones (D) - 2. Ted Risenhoover (D) - 3. Wes Watkins (D) - 4. Tom Steed (D) - 5. Mickey Edwards (R) - 6. Glenn English (D) Oregon 4 Wahlbezirke - 1. Les AuCoin (D) - 2. Al Ullman (D) - 3. Robert B. Duncan (D) - 4. James H. Weaver (D) Pennsylvania 25 Wahlbezirke - 1. Michael Myers (D) - 2. Robert N. C. Nix (D) - 3. Raymond F. Lederer (D) - 4. Joshua Eilberg (D) - 5. Richard T. Schulze (R) - 6. Gus Yatron (D) - 7. Robert W. Edgar (D) - 8. Peter H. Kostmayer (D) - 9. Bud Shuster (R) - 10. Joseph M. McDade (R) - 11. Daniel J. Flood (D) - 12. John Murtha (D) - 13. Lawrence Coughlin (R) - 14. William S. Moorhead (D) - 15. Fred B. Rooney (D) - 16. Robert Smith Walker (R) - 17. Allen E. Ertel (D) - 18. Doug Walgren (D) - 19. William F. Goodling (R) - 20. Joseph M. Gaydos (D) - 21. John Herman Dent (D) - 22. Austin Murphy (D) - 23. Joseph S. Ammerman (D) - 24. Marc L. Marks (R) - 25. Gary A. Myers (R) Rhode Island 2 Wahlbezirke - 1. Fernand St. Germain (D) - 2. Edward Beard (D) South Carolina 6 Wahlbezirke. - 1. Mendel Jackson Davis (D) - 2. Floyd Spence (R) - 3. Butler Derrick (D) - 4. James Robert Mann (D) - 5. Kenneth Lamar Holland (D) - 6. John Jenrette (D) South Dakota 2 Wahlbezirke - 1. Larry Pressler (R) - 2. James Abdnor (R) Tennessee 8 Wahlbezirke - 1. Jimmy Quillen (R) - 2. John Duncan Sr. (R) - 3. Marilyn Lloyd (D) - 4. Al Gore Jr. (D) - 5. Clifford Allen (D) bis zum 18. Juni 1978 - 6. Robin Beard (R) - 7. Ed Jones (D) - 8. Harold Ford Sr. (D) Texas 24 Wahlbezirke - 1. Sam B. Hall (D) - 2. Charlie Wilson (D) - 3. James M. Collins (R) - 4. Ray Roberts (D) - 5. Jim Mattox (D) - 6. Olin E. Teague (D) bis zum 31. Dezember 1978 - 7. William Archer Jr. (R) - 8. Robert C. Eckhardt (D) - 9. Jack Bascom Brooks (D) - 10. J. J. Pickle (D) - 11. William R. Poage (D) bis zum 31. Dezember 1978 - 12. Jim Wright (D) - 13. Jack English Hightower (D) - 14. John Andrew Young (D) - 15. Kika de la Garza (D) - 16. Richard Crawford White (D) - 17. Omar Truman Burleson (D) bis zum 31. Dezember 1978 - 18. Barbara Jordan (D) - 19. George H. Mahon (D) - 20. Henry B. Gonzalez (D) - 21. Bob Krueger (D) - 22. Robert Gammage (D) - 23. Abraham Kazen (D) - 24. Dale Milford (D) Utah 2 Wahlbezirke - 1. K. Gunn McKay (D) - 2. David Daniel Marriott (R) Vermont 1 Wahlbezirk (staatsweit) - 1. Jim Jeffords (R) Virginia 10 Wahlbezirke - 1. Paul S. Trible (R) - 2. G. William Whitehurst (R) - 3. David E. Satterfield III (D) - 4. Robert Daniel (R) - 5. Dan Daniel (D) - 6. M. Caldwell Butler (R) - 7. J. Kenneth Robinson (R) - 8. Herbert Harris (D) - 9. William C. Wampler (R) - 10. Joseph L. Fisher (D) Washington 7 Wahlbezirke - 1. Joel Pritchard (R) - 2. Lloyd Meeds (D) - 3. Don Bonker (D) - 4. Mike McCormack (D) - 5. Tom Foley (D) - 6. Norman D. Dicks (D) - 7. Brockman Adams (D) bis zum 22. Januar 1977 - John E. Cunningham (R) ab dem 17. Mai 1977 West Virginia 4 Wahlbezirke - 1. Bob Mollohan (D) - 2. Harley Orrin Staggers (D) - 3. John M. Slack (D) - 4. Nick Rahall (D) Wisconsin 9 Wahlbezirke - 1. Les Aspin (D) - 2. Robert Kastenmeier (D) - 3. Alvin Baldus (D) - 4. Clement J. Zablocki (D) - 5. Henry S. Reuss (D) - 6. William A. Steiger (R) bis zum 4. Dezember 1978 - 7. Dave Obey (D) - 8. Robert John Cornell (D) - 9. Bob Kasten (R) Wyoming Staatsweite Wahlen - Teno Roncalio (D) bis zum 31. Dezember 1978 |

Nicht stimmberechtigte Mitglieder im Repräsentantenhaus:
- District of Columbia
  - Walter E. Fauntroy (D)
- Guam
  - Antonio Borja Won Pat
- Puerto Rico:
  - Baltasar Corrada del Río
- Amerikanische Jungferninseln
  - Ron de Lugo